# جردن روسیتر
جردن روسیتر (به انگلیسی: Jordan Rossiter) (متولد ۲۴ مارس ۱۹۹۷) بازیکن فوتبال اهل شهر لیورپول انگلستان است که از فصل ۲۰۱۴-۱۵ در ترکیب تیم بزرگسالان لیورپول بازی می‌کند. پست این بازیکن هافبک است. این بازیکن از سال ۲۰۰۳ در آکادمی تیم‌های پایه لیورپول حضور دارد
در روز ۲۹ دسامبر ۲۰۱۳، روسیتر برای نخستین بار بر روی نیمکت تیم بزرگسالان لیورپول در مسابقات لیگ برتر در برابر چلسی قرار گرفت، هر چند که فرصت بازی کردن به او نرسید.
جردن روسیتر در ۲۳ سپتامبر ۲۰۱۴، برای نخستین بار در ترکیب اصلی تیم لیورپول قرار گرفت. این مسابقه از سری پیکارهای جام اتحادیه در برابر تیم میدلزبورو در آنفیلد برگزار شد که روسیتر در دقیقه ده این بازی از فاصله ۲۸ متری توانست نخستین گل خود را برای تیم لیورپول به ثمر برساند تا پس از مایکل اوون، دومین گل‌زن جوان تاریخ باشگاه لیورپول نام بگیرد.